# Fejervarya chilapata
Espèce
Statut de conservation UICN

 DD  : Données insuffisantes
Synonymes
- Minervarya chilapata Ohler, Deuti, Grosjean, Paul, Ayyaswamy, Ahmed, and Dutta, 2009

Fejervarya chilapata est une espèce d'amphibiens de la famille des Dicroglossidae.

## Répartition
Cette espèce est endémique du district de Jalpaiguri dans l'État du Bengale-Occidental en Inde,.

## Description
Les mâles mesurent de 18,6 à 20,9 mm et les femelles de 23,8 à 25,1 mm.

## Étymologie
Son nom d'espèce lui a été donné en référence au lieu de sa découverte la Chilapata Reserve Forest.

## Publication originale
- Ohler, Deuti, Grosjean, Paul, Ayyaswamy, Ahmed & Dutta, 2009 : Small-sized dicroglossids from India, with the description of a new species from West Bengal, India. Zootaxa, no 2209, p. 43-56 (texte intégral).